# Velocità asintotica
La velocità asintotica di un flusso di fluido è la velocità assunta dal fluido in condizione indisturbata. La definizione vale anche nel caso di velocità relative.
Se si osserva un fenomeno fluidodinamico (ad esempio le linee di flusso attorno ad un profilo alare) si possono notare due zone del campo di moto del fluido: una nelle prossimità del profilo stesso e una a grande distanza. La velocità rilevata in un punto qualsiasi di questa zona costituisce la velocità asintotica (la corrente di fluido qui si dice indisturbata perché non vi sono deformazioni delle linee di flusso dovute ad un corpo immerso nel fluido).